# Kostel svatého Jiří (Lukov)
Kostel svatého Jiří v Lukově u Vraného v okrese Kladno stojí v centru obce. Jeho součástí je bývalá rotunda, ve které je presbytář se sakristií.

## Historie
Rotunda pochází pravděpodobně ze 13. století. Ve druhé polovině 14. století je označována jako farní kostel. Podélná loď a průčelní věž k ní byly přistavěny v 18. století.

## Popis
Při přístavbě kostela byl pravděpodobně zbořen její západní díl se vchodem, který byl přestavěn na vítězný oblouk o rozpětí 3,63 metru a výšce 5,10 metru. Rotunda má ve vnitřním průměru 4,60 metru a výšku 7 metrů, rovný strop bez lucerny je skloněný k apsidě. Polokruhová apsida má vnitřní průměr 2,65 metru, hluboká 2,35 metru a vysoká 5,10 metru. Je sklenuta nepravidelnou konchou v podobě půlkopulového klenutí. Na východní straně ji osvětluje jediné původní okénko vysoké 0,45 metru.
Stavba má hladké zdi beze stop po původních oknech. Po každé straně má po jednom novém segmentovém okně širokém 1,45 metru. Apsida i rotunda mají původní klenbu, původní tvar mají i římsa se soklem.

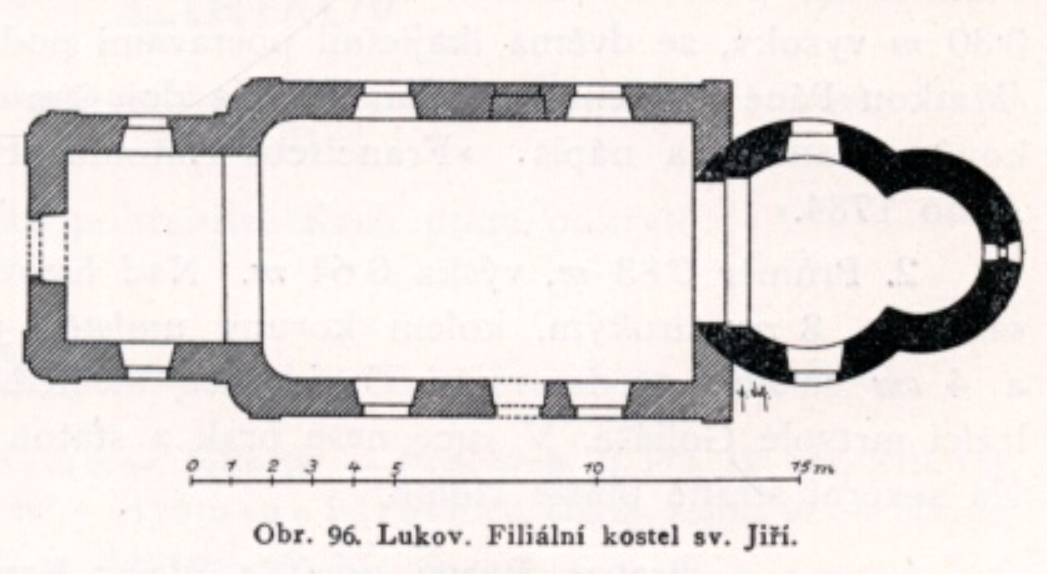
Půdorys kostela.